# Wola Branicka
 (avril 2021).
Si vous disposez d'ouvrages ou d'articles de référence ou si vous connaissez des sites web de qualité traitant du thème abordé ici, merci de compléter l'article en donnant les références utiles à sa vérifiabilité et en les liant à la section « Notes et références ».
Pour l’article homonyme, voir Wola Branicka-Kolonia.
Wola Branicka est une localité polonaise de la gmina et du powiat de Zgierz en voïvodie de Łódź.